# Segle II
El segle II, que comprèn els anys 101 - 199, pertany a l'era de l'antiguitat clàssica i està marcat per la consolidació de les tendències i pobles del segle precedent. Els grans imperis adopten una postura defensiva, enfront d'altres veïns que lluiten per arravatar-los l'hegemonia.

## Política
L'Imperi Romà assoleix la màxima expansió amb Trajà i és la potència més important del món. La dinastia Antonina, que regna durant la major part del segle, aconsegueix mantenir una relativa pau i bonança econòmica malgrat les incursions enemigues. Així, Trajà derrota definitivament els dacis i parts; Hadrià va contribuir de manera decisiva a l'establiment dels Vallum Romanum (fronteres de Britania) i va encarregar l'administració interior a funcionaris experts; Antoní Pius va millorar les relacions amb els senadors per assegurar la pau política i Marc Aureli conté amb èxit els cada cop més poderosos pobles germànics. El seu llegat es malbarata parcialment amb la pujada al tron de Còmode, que provoca una breu guerra civil amb la seva mort (any dels cinc emperadors). La fallida Revolta de Bar Kokhebà, l'any 135, suposa la destrucció de Jerusalem i l'inici de la diàspora jueva.
L'Imperi Kushan continua controlant els actuals Afganistan i Índia, mentre que els Tres regnes de Corea s'estenen a la península homònima. A la Xina, es dona l'apogeu de la dinastia Han, el domini de la qual es veu amenaçat temporalment per la rebel·lió dels Turbants Grocs, el 184, quan els camperols s'aixequen contra l'emperador i el seu tracte abusiu.
A Amèrica del Nord diverses cultures encara ancorades en la prehistòria formen l'entramat de l'anomenat període Woodland. Els hopewell dominen la part occidental dels futurs Estats Units i la ciutat de Teotihuacan continua sent un pol d'atracció al centre del continent. Més al sud, a l'actual Perú, habita la cultura mochica, una teocràcia força desenvolupada. Els yotoco s'expandeixen fora de les seves fronteres.
Pel que fa a l'Àfrica, la part del nord esdevé completament romanitzada. Gràcies a les caravanes de dromedaris, especialment les organitzades pels pobles tuaregs, s'estableixen intercanvis polítics i comercials amb els pobles del Sahel. Diferents tribus bantus regeixen al sud.

## Economia i societat
Les despeses de l'Imperi romà són força elevades, tant pel que fa al cost de mantenir les fronteres en pau com per satisfer les necessitats d'una població creixent. Per això s'incrementen les importacions des d'Àfrica, que proveeix de ramat, feres per als circs, vi i cereals, que complementen el gra vingut d'Orient. Els minerals s'extreuen sobretot de Britànnia i Hispània. L'accés a la plena ciutadania romana, amb els diferents drets que comportava, va ser una de les reivindicacions del període, afavorida pel fet que per primer cop regna un emperador no nascut a Itàlia.

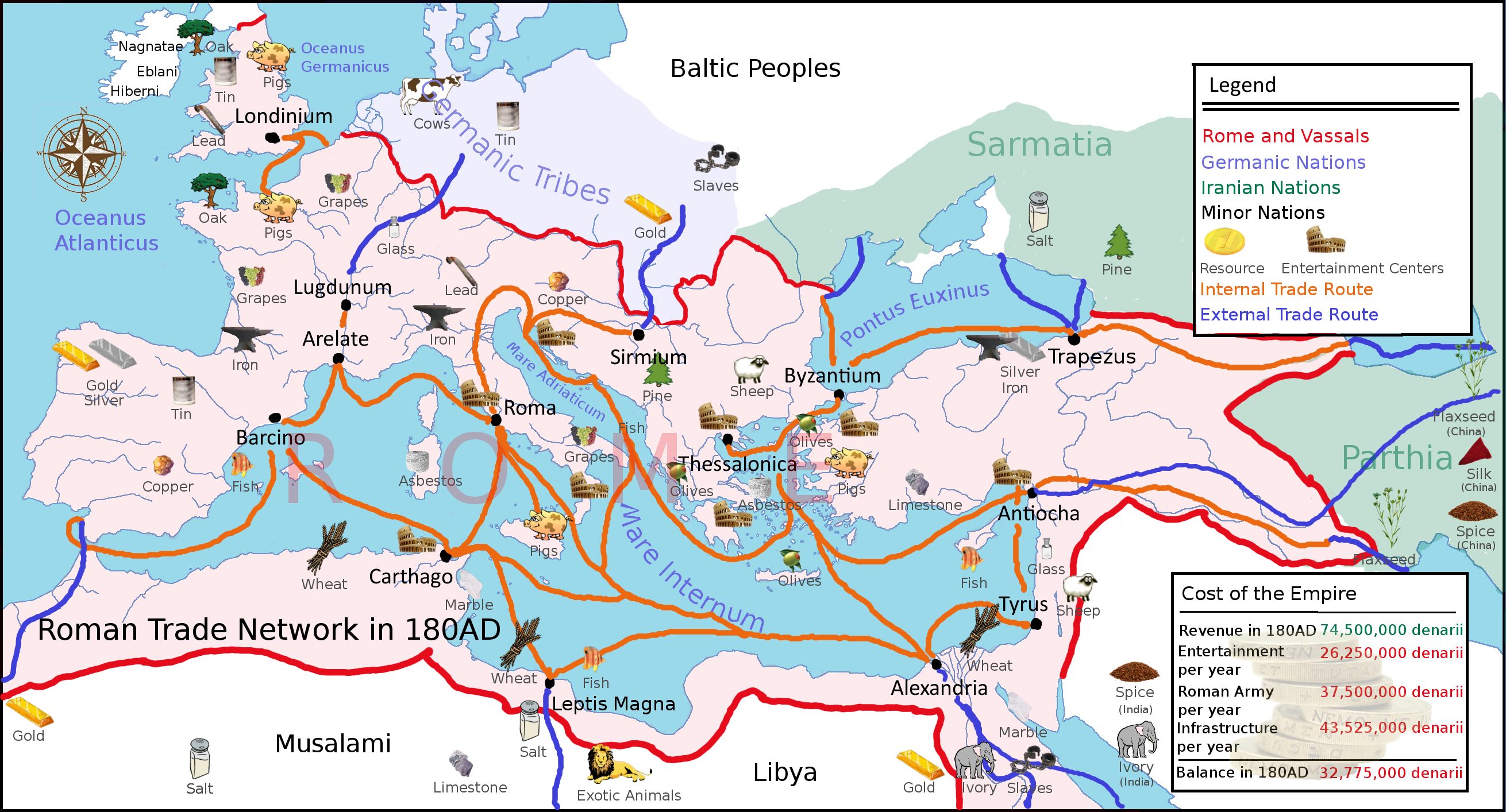
Mapa polític del 180 de les rutes de mercat de l'Imperi romà i els béns de comerç

A Orient, per influència xinesa, augmenten les jerarquies socials, amb rangs fixos heretats per naixença que atorguen drets i obligacions, i que determinen el que es pot fer sota el poder de l'emperador o rei de cada zona. Hi ha una classe alta, que combina estatus de noblesa terratinent i funcionariat, ocupada per les famílies més influents, que poden posseir esclaus i aliats de classes inferiors, usualment dedicats als treballs manuals. Els religiosos es barregen amb aquesta classe alta, si bé formen un grup a part.

## Invents i descobriments
Les dues grans potències, Roma i la Xina, continuen liderant les esferes científica i cultural. En el camp de la medicina, sorgeix Galè, que va perfeccionar el coneixement de l'anatomia humana i va distingir per primer cop entre la sang venosa i l'arterial, contribuint a la descripció del sistema circulatori. També va operar amb èxit de cataractes diversos pacients.
Claudi Ptolemeu va publicar un catàleg de totes les estrelles visibles a ull nu. El seu Almagest i la seva Geografia resumeixen la cosmovisió del firmament i la Terra de l'època i van ser les obres de referència durant segles. S'hi estableix el geocentrisme i els mapes angulars.
Un altre invent romà va ser el cigonyal, segons les excavacions arqueològiques, si bé no es coneix l'ús exacte a l'època d'aquesta peça actualment usada en la majoria de motors. Es va perfeccionar la vela llatina, la més usada pels vaixells comercials.
Cai Lun es considera l'inventor tradicional del paper o com a mínim el perfeccionador de la seva fórmula, que va permetre que es convertís en un material de suport a l'escriptura, que podia competir amb el papir i el pergamí, si bé a Occident no es va introduir fins a segles més tard.
Destaca també la figura de Zhang Heng, inventor del primer sismògraf conegut. També va perfeccionar diversos enginys mecànics, va compilar mapes orientals i va escriure una poesia de força èxit en la cort.

## Art, cultura i pensament
El cristianisme continua la seva expansió, però amb grans tensions internes. Sorgeixen nombroses heretgies, com ara el marcionisme, el montanisme i diversos corrents gnòstics, com l'encapçalat per Valentí Gnòstic, possible autor de l'Evangeli de Valentí. Aquest auge fa que l'Església intenti arribar a un consens doctrinal i tracti de fixar el cànon evangèlic, com prova la troballa del Fragment muratorià. Els pensadors cristians escriuen condemnes contra l'heterodòxia i el paganisme, com les obres d'Ireneu de Lió, Tertul·lià, o Justí el Màrtir.
En la literatura llatina, es conreen sobretot obres de no-ficció. Així, cal destacar les Vides dels dotze cèsars de Suetoni o les obres de retòrica de Llucià com a màxims exponents. A la Xina es dona el període clàssic de la poesia, ja que la dinastia Han conrea àmpliament les lletres. Aquesta poesia es cultiva amb la forma mètrica anomenada shi, de cinc o set caràcters i s'alterna amb l'estrofa fu, d'introducció en aquesta època. També durant el segle ii es recopilen les cançons populars gràcies a la tasca del yuefu (una espècie de Ministeri de Cultura).
En filosofia, s'imposa l'escepticisme (exposat per exemple en les Meditacions de Marc Aureli o en les obres de Sext Empíric), que amplia els seus temes i anticipa problemes recollits posteriorment pels existencialistes. Aquesta escola conviu amb l'estoicisme d'Epictet i amb interpretacions de la filosofia hel·lenística (com les d'Alcínous). Alhora, augmenta la incipient filosofia cristiana, molt barrejada amb la teologia i l'apologètica, com els escrits de Climent d'Alexandria.
L'art continua els models imperials anteriors. Una de les obres destacades és la columna de Trajà, per la quantitat d'escenes representades en el fust i per ser un bon exemple de l'art triomfalista i monumental romà. La música també va apostar per seguir els mestres antics, entesa sobretot com un acompanyament (per això dominen els instruments de corda i vent com la cítara o la tuba).